# Miguel Ángel López (cyclisme)
Pour les articles homonymes, voir Miguel Ángel López, Miguel López et López.
Miguel Ángel López Moreno, né le 4 février 1994 à Pesca, est un coureur cycliste colombien. Il a notamment remporté le Tour de Suisse 2016, le Tour de Catalogne 2019, ainsi que deux étapes et le classement du meilleur jeune du Tour d'Espagne 2017 et des Tours d'Italie 2018 et 2019. Il est également monté sur le podium du Tour d'Italie 2018 et du Tour d'Espagne 2018. En 2023, il est suspendu quatre ans pour usage et possession d'une substance interdite.

## Biographie

### Jeunesse et victoire sur le Tour de l'Avenir
Né à Pesca dans le Boyacá, López, fils de paysans défavorisés, commence le cyclisme en compétition en 2011. Son entraîneur depuis ses débuts est Rafael Acevedo. Depuis 2011, il est surnommé « Superman Lopez » pour avoir repoussé deux assaillants qui ont essayé de lui voler son vélo et qui lui ont porté deux coups de couteau dans la jambe droite.
Sur le Tour de l'Avenir 2014, il détient le maillot jaune pendant plusieurs étapes, avant de remporter la sixième étape puis le classement général. Après cette victoire, il est recruté par l'équipe kazakhe Astana.

### 2015-2020: les succès chez Astana
En 2015, il commence la saison en finissant huitième du championnat de Colombie sur route. Il se distingue par la suite en finissant deuxième d'une des deux arrivées en altitude du Tour de Turquie. Il termine ce dernier à la quinzième position au classement général. Il prend par la suite part à sa seconde épreuve World Tour, le Tour de Suisse, qu'il termine à la septième place. En août, il gagne une étape du Tour de Burgos. En fin de saison, il est pour la première fois sélectionné en équipe nationale élite pour les championnats du monde sur route.

#### 2016: victoire au Tour de Suisse

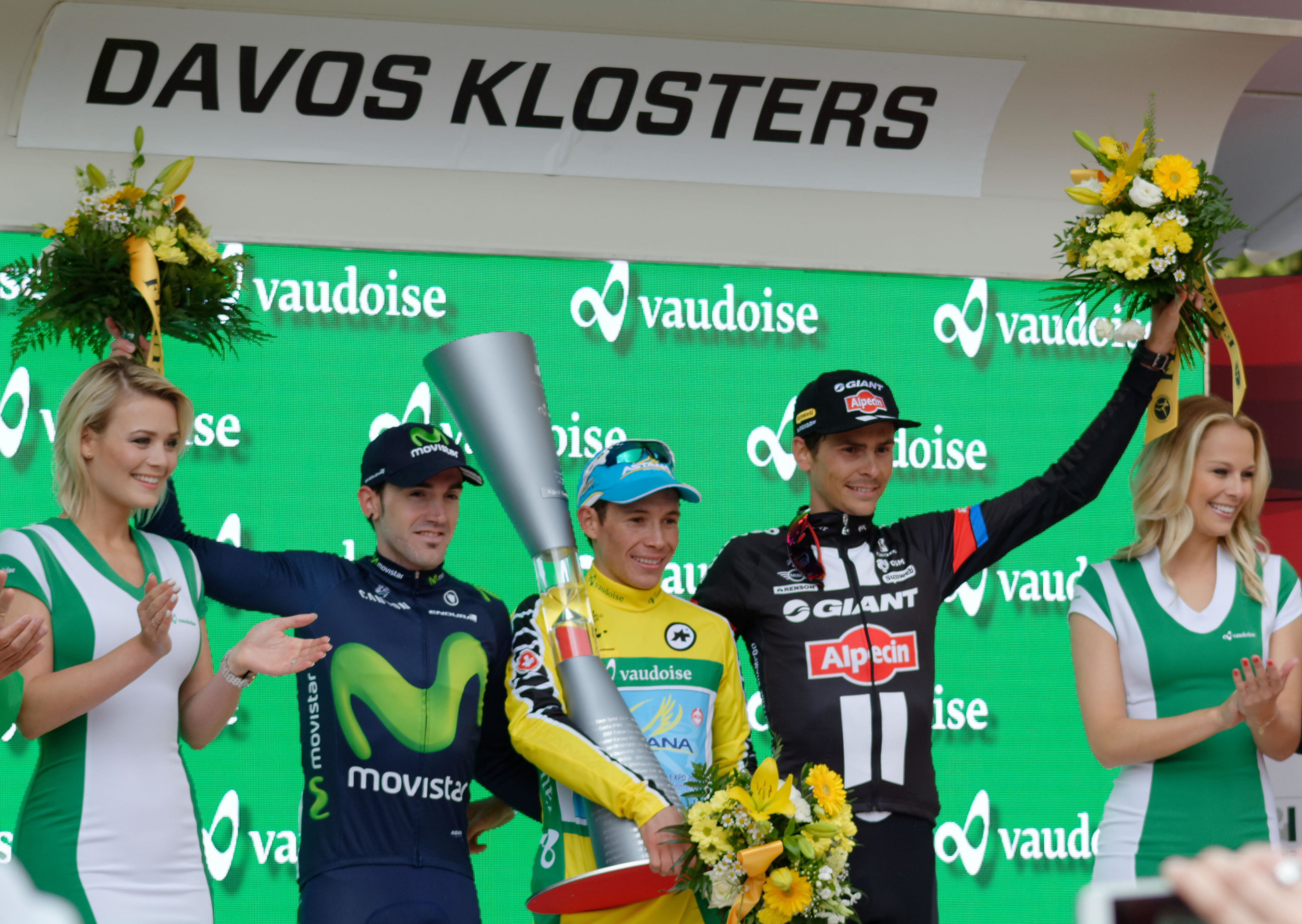
López sur le podium du Tour de Suisse 2016.

En 2016, il commence sa saison en Argentine au Tour de San Luis, dont il gagne une étape et prend la quatrième place du classement général. Le mois suivant, il est troisième du Tour de Langkawi, dont il gagne également une étape. Au Tour de Suisse, il finit quatrième de l'étape reine qui arrive au sommet du Sölden/Rettenbachgletscher en étant meilleur que son leader Jakob Fuglsang et s'impose au classement général en gardant le maillot de leader dans la dernière étape. Dans la foulée, la durée de son contrat est étendue de deux saisons. En août, après avoir participé à la course sur route des Jeux olympiques, il est au départ du Tour d'Espagne, son premier grand tour. Il abandonne lors de la sixième étape, une chute trois jours auparavant lui ayant fait perdre trois dents. En fin de saison, il s'impose lors de Milan-Turin.
En novembre, Miguel Ángel López se fracture un tibia en tombant à l'entraînement.

#### 2017: deux étapes sur la Vuelta
Il revient en compétition en juin 2017, au Grand Prix du canton d'Argovie, puis fait bonne impression au Tour de Suisse. Une chute lors de cette course lui cause notamment une fracture au pouce. Alors dixième du classement général, il doit abandonner et renoncer à disputer son premier Tour de France en juillet. Durant ce mois, il prend part au Tour d'Autriche, dont il remporte l'étape reine au Kitzbüheler Horn pour finir troisième du classement général. En août, il s'impose aux lacs de Neila durant le Tour de Burgos, où il est quatrième du classement général. Il est ensuite aligné au Tour d'Espagne en tant qu'équipier de Fabio Aru. Il y brille en montagne, remportant deux étapes, au Calar Alto et sur la Sierra Nevada, et, pour la première fois, termine un grand tour. Huitième du classement général, il remporte le classement du meilleur jeune et prend la deuxième place du classement de la montagne. Après cette Vuelta, il met fin à sa « saison courte mais très intense », durant laquelle il a, selon le manager d'Astana Alexandre Vinokourov, montré qu'il était capable de gagner un grand tour un jour. En décembre 2017, il prolonge jusqu'en 2020 avec Astana. Fabio Aru quittant cette équipe, il en devient un des leaders, avec Jakob Fuglsang.

#### 2018: podiums au Giro et sur la Vuelta

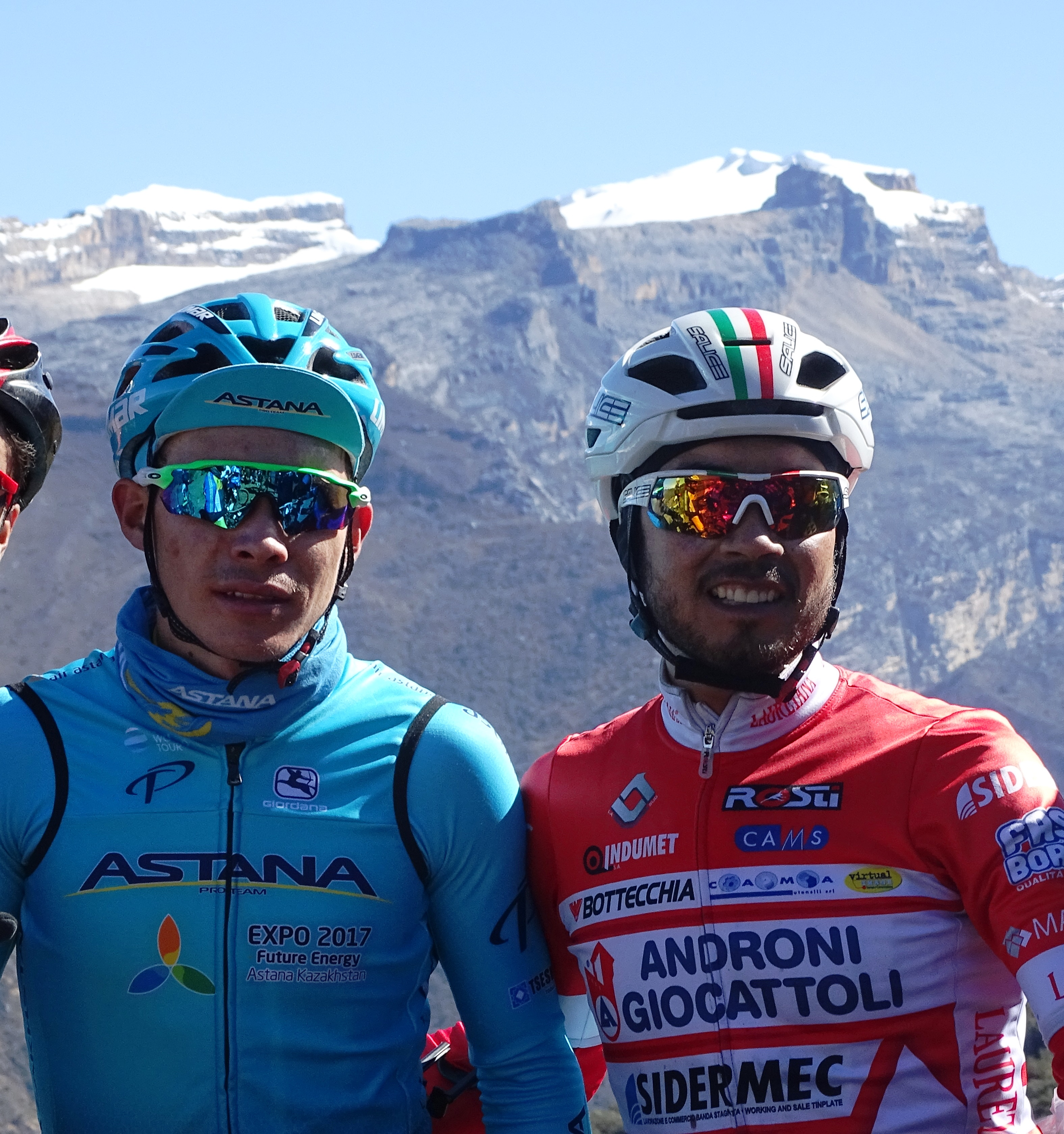
Miguel Ángel López avec Rodolfo Torres à Boyacá, en janvier 2018.

Après sa bonne performance sur le Tour d'Espagne 2017, l'équipe annonce, que pour la saison 2018, il sera aligné en tant que leader du Tour d'Italie et du Tour d'Espagne. Il commence la saison en participant aux championnats nationaux, puis enchaine avec le Tour d'Oman, où il termine deuxième et meilleur jeune du général, après avoir gagné l'étape reine. Il est ensuite troisième et meilleur jeune du Tour d'Abou Dabi. En préparation pour le Giro, il participe à Tirreno-Adriatico (seizième du général), puis au Tour des Alpes, où il remporte une étape et se classe troisième du classement général.
Comme prévu, il prend le départ du Tour d'Italie en tant que leader avec des coéquipiers expérimentés tels que Luis León Sánchez et Tanel Kangert. Cependant, son début de course est marqué par une chute lors de la reconnaissance de la première étape, un contre-la-montre de 9,7 km dans les rues de Jérusalem et une autre chute lors de la cinquième étape. Grâce à sa régularité tout au long des trois semaines, il remonte progressivement au classement et prend notamment la deuxième place de la 15e étape. Lors de la mythique 19e étape qui voit Christopher Froome renverser la course à Bardonnèche, López se replace à la quatrième place du général. Le lendemain, veille de l'arrivée, il profite de la grosse défaillance de Thibaut Pinot, malade, pour monter sur le podium final et remporter le classement du meilleur jeune.
En août, il gagne la troisième étape du Tour de Burgos et prend la tête du général. Lors de la dernière étape, il est battu par Iván Sosa qui remporte le général devant López. Lors du Tour d'Espagne, il est l'un des meilleurs grimpeurs de la course. Il termine à trois reprises deuxième d'étape et monte pour la première fois sur le podium provisoire à l'issue de la 20e étape, où il passe devant Steven Kruijswijk et Alejandro Valverde. Avec cette troisième place finale, il grimpe sur son deuxième podium de grand tour de l'année. Il conclut la meilleure saison de sa carrière avec une deuxième place sur Milan-Turin.

#### 2019-2020: victoire au Tour de Catalogne et succès sur les grands tours
En 2019, il remporte le Tour de Colombie et le Tour de Catalogne. Sur le Tour d'Italie, il doit se contenter de la 7e place finale, mais en remportant pour la 2e année consécutive le classement du meilleur jeune. Lors de l'avant-dernière étape, il frappe un spectateur qui l'a fait tomber sur le bord de la route. Les commissaires de course ne prennent pas de sanction, mais, après la fin du Giro, l'UCI décide de lancer une enquête contre le coureur. Il participe par la suite au Tour d'Espagne. Il prend le maillot rouge à plusieurs reprises sur cette course et termine finalement 5e au classement général.
En début d'année 2020, il remporte une étape du Tour de l'Algarve. Il participe à son premier Tour de France. Il gagne l'étape au col de la Loze et prend la 3e place au classement général provisoire. Il chute à la 6e place au classement général après le contre-la-montre à la Planche des Belles Filles. Il participe deux semaines plus tard au Tour d'Italie. Il chute dès la première étape, un contre-la-montre à Palerme et est contraint à l'abandon.
En fin de saison, il quitte l'équipe d'Astana après six saisons et rejoint la Movistar.

### 2021: expérience mitigée chez Movistar

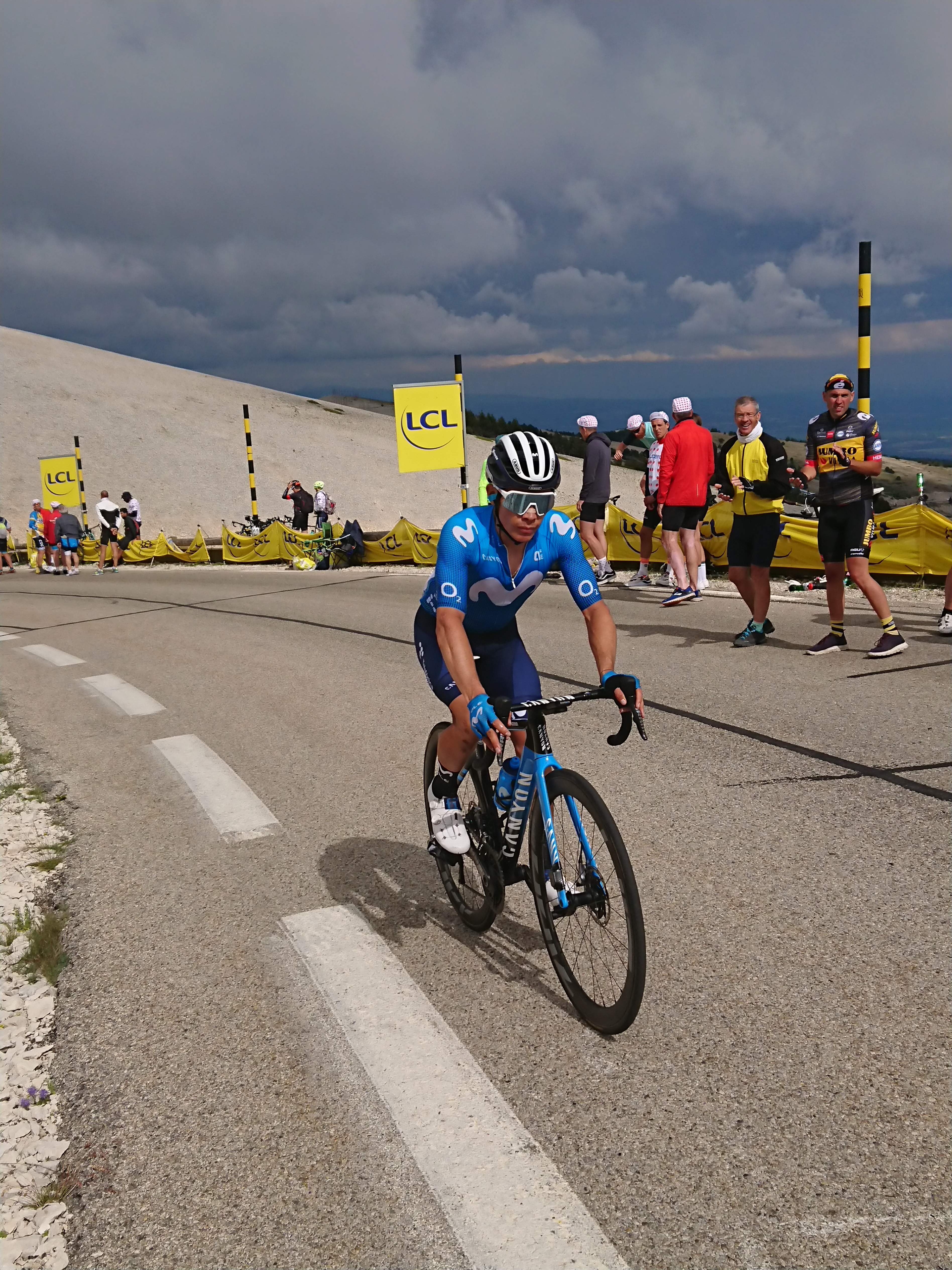
Miguel Angel Lopez au Mont Ventoux lors du Tour de France 2021.

Auteur d'un bon début de saison, il remporte le Tour d'Andalousie après avoir gagné la 3e étape, puis le Mont Ventoux Dénivelé Challenges.
Il prend ensuite le départ du Tour de France mais se fait distancer au classement général. Alors qu'il se trouvait à la 35e place, il est non-partant le matin de la 19e étape, indiquant vouloir se reposer pour se préparer à ses objectifs futurs à savoir la Vuelta.
Il est effectivement au départ de la Vuelta, et remporte la 18e étape en altitude ce qui lui permet d'accompagner son coéquipier Enric Mas sur le podium provisoire du classement général jusqu'à la 19e étape. Mais lors de la 20e étape, il ne peut répondre à une accélération de Jack Haig qui emmène dans sa roue les autres favoris Primož Roglič, Adam Yates et Mas. Seul à mener la chasse, López perd rapidement 4 minutes. En colère, il finit par abandonner au milieu de l'étape, malgré les tentatives de ses coéquipiers et du directeur sportif pour le remotiver. D'après ses proches, le patron de son équipe lui aurait demandé de cesser son effort et d'accepter de perdre sa place sur le podium. Quelques heures plus tard, l'équipe Movistar et Lopez publient une déclaration dans laquelle le coureur s'excuse pour son abandon. Le 18 septembre, l'équipe annonce la résiliation du contrat du coureur à compter du 1er octobre 2021.

### 2022: retour chez Astana et licenciement
En 2022, il fait son retour chez Astana Qazaqstan. En février, il termine troisième au général  du Tour d'Andalousie. Le 21 avril, il remporte  l'avant-dernière étape du Tour des Alpes, au sommet du Grossglockner. Il est ensuite le leader de l'équipe Astana Qazaqstan au Tour d'Italie, mais doit abandonner la course dès la quatrième étape en raison de douleurs à la cuisse gauche. C'est son quatrième abandon à la suite dans les grands tours, depuis sa sixième place sur le Tour de France 2020.
Le 22 juillet, il est suspendu provisoirement par l'équipe Astana pour ses liens supposés avec le docteur Marcos Maynar. Celui-ci est suspecté d'être à la tête d'un trafic de produits dopants découvert par des enquêteurs espagnols. Sa suspension est levée neuf jours plus tard. En août, il fait son retour à la compétition en terminant troisième du Tour de Burgos, puis quatrième du Tour d'Espagne. Le 12 décembre, il est licencié par son équipe en raison de nouveaux éléments mettant sérieusement en cause leur coureur dans l'affaire du docteur Maynar,.

### Retour en Colombie et suspension
En 2023, il est donc obligé de rejoindre une équipe continentale, Medellin-EPM, afin de poursuivre sa carrière professionnelle.
Le 25 juillet, il est suspendu provisoirement par l'UCI pour des violations des règles antidopage datant des semaines précédant le Tour d'Italie 2022. Leader du Tour du Panama depuis sa victoire la veille, il se retire de la course. En septembre, il est victime à son domicile en Colombie pendant plusieurs heures d'une séquestration et d'un vol.
Il lui est reproché l'injection par intraveineuse de ménotropine (produit améliorant la force habituellement prescrit pour la fertilité) deux ou trois jours avant le départ du Tour d'Italie 2022. Cette injection lui aurait provoqué des inflammations, entrainant son abandon lors de la 4e étape. Cependant la juge demande que l'affaire soit classée, fautes de preuves directes. En février 2024, il est acquitté des charges devant le tribunal de Cáceres en Espagne, en attendant la décision de l'UCI. Celle-ci annonce une suspension de quatre ans, le 29 mai 2024, soit jusqu'au 24 juillet 2027. Il perd tous ses résultats obtenus entre le 3 mai 2022 et le 25 juillet 2023. Après appel auprès du Tribunal arbitral du sport, sa suspension de quatre ans est confirmée en mai 2025.

## Palmarès
| - 2014 - Tour de Colombie espoirs : - Classement général - 4e étape - Clásica de Ciclismo "Comprometidos con Samacá" : - Classement général - 1re et 2e (contre-la-montre) étapes - 1re étape de la Clásica de Fusagasugá (contre-la-montre) - Tour de l'Avenir : - Classement général - 6e étape - Clásica Aguazul : - Classement général - 1re et 2e étapes - 3e de la Vuelta a Boyacá - 2015 - 4e étape du Tour de Burgos - 7e du Tour de Suisse - 2016 - 6e étape du Tour de San Luis - 4e étape du Tour de Langkawi - Classement général du Tour de Suisse - Milan-Turin - 3e du Tour de Langkawi - 3e de la Vuelta a Boyacá - 2017 - Tour d'Espagne : - Classement du meilleur jeune - 11e et 15e étapes - 4e étape du Tour d'Autriche - 5e étape du Tour de Burgos - 2e du Tour d'Autriche - 8e du Tour d'Espagne - 2018 - 5e étape du Tour d'Oman - 2e étape du Tour des Alpes - Classement du meilleur jeune du Tour d'Italie - 3e étape du Tour de Burgos - 2e du Tour d'Oman - 2e de Milan-Turin - 3e du Tour d'Abou Dabi - 3e du Tour des Alpes - 3e du Tour d'Italie - 3e du Tour d'Espagne - 2019 - Classement général du Tour Colombia - Tour de Catalogne : - Classement général - 4e étape - Classement du meilleur jeune du Tour d'Italie - Tour d'Espagne : - Prix de la combativité - 1re étape (contre-la-montre par équipes) - 2e du championnat de Colombie du contre-la-montre - 5e du Tour d'Espagne - 7e du Tour d'Italie | - 2020 - 4e étape du Tour de l'Algarve - 17e étape du Tour de France - 3e du Tour de l'Algarve - 5e du Critérium du Dauphiné - 6e du Tour de France - 2021 - Tour d'Andalousie : - Classement général - 3e étape - Mont Ventoux Dénivelé Challenges - 18e étape du Tour d'Espagne - 6e du Critérium du Dauphiné - 2022 - 4e étape du Tour des Alpes - 3e du Tour d'Andalousie - 3e du Tour de Burgos - 4e du Tour d'Espagne - 2023 - Médaillé d'or du contre-la-montre aux Jeux d'Amérique centrale et des Caraïbes - Médaillé d'argent de la course en ligne aux Jeux d'Amérique centrale et des Caraïbes |

## Résultats sur les grands tours

### Tour de France
2 participations
- 2020 : 6e, vainqueur de la 17e étape
- 2021 : non-partant (19e étape)

### Tour d'Italie
4 participations
- 2018 : 3e,  vainqueur du classement du meilleur jeune
- 2019 : 7e,  vainqueur du classement du meilleur jeune
- 2020 : abandon (1re étape)
- 2022 : abandon (4e étape)

### Tour d'Espagne
6 participations
- 2016 : abandon (6e étape)
- 2017 : 8e, vainqueur du classement du meilleur jeune[29], vainqueur des 11e et 15e étapes
- 2018 : 3e
- 2019 : 5e,  vainqueur du prix de la combativité, vainqueur de la 1re étape (contre-la-montre par équipes),  maillot rouge pendant 3 jours
- 2021 : abandon (20e étape), vainqueur de la 18e étape
- 2022 : 4e DQ

## Classements mondiaux
| Année                                 | 2014 | 2015 | 2016 | 2017 | 2018 | 2019 | 2020 | 2021 | 2022 | 2023 |
| ------------------------------------- | ---- | ---- | ---- | ---- | ---- | ---- | ---- | ---- | ---- | ---- |
| UCI World Tour                        |      | 102e | 45e  | 78e  | 13e  |      |      |      |      |      |
| Classement mondial                    |      |      | 49e  | 80e  | 14e  | 29e  | 41e  | 91e  | 61e  | 154e |
| UCI Europe Tour                       | 219e |      | 180e | 180e | 39e  |      |      |      |      |      |
| UCI Asia Tour                         | nc   |      | 40e  | nc   | 23e  |      |      |      |      |      |
| UCI America Tour                      | nc   |      | 57e  | nc   | 430e | 5e   | 3e   | 7e   | 5e   | 14e  |
|                                       |      |      |      |      |      |      |      |      |      |      |
| Légende : nc = non classéSource : UCI |      |      |      |      |      |      |      |      |      |      |